# Se laisser quelque chose
Albums de David Charvet
Leap of Faith ???
Se laisser quelque chose est le 3e album musical de David Charvet sorti le 11 octobre 2004.

## Titres
1. A tes côtés
2. Seulement des hommes
3. Real
4. Se laisser quelque chose
5. Je te dédie
6. Damn shame
7. No looking back
8. Maintenant
9. Tes regards
10. Sometimes it rains
11. I wanna rock
12. Je vis

### Singles
1. Je te dédie
2. Seulement des hommes
3. Sometimes it rains